# Бес Мередит
Бес Мередит (на английски: Bess Meredyth) е сценарист и актриса от ерата на нямото кино, автор на сценария на „Делата на Челини“ (1934 г.) и адаптира сценария на „Неочакваните“ (1947 г.). Тя е един от 36-те основатели на Академията за филмово изкуство и наука.

## Биография
Бес Мередит, e родена на 12 февруари 1890 г. в Бъфало, Ню Йорк, САЩ, с рождено име Хелън Елизабет МакГлашън. Започва да се занимава с актьорско майсторство и писане от ранна възраст. Баща ѝ е мениджър в местен театър и тя учи пиано през цялото си детство. След насърчение от учителя си по английски, Мередит започва да се занимава и с писане на художествена литература. На 13-годишна възраст се обръща към редактора на местния вестник с предложение да пише рубрика с кратки истории. За всяка история, написана за вестника, получава по долар, което прави това първата ѝ платена работа като писател.
Мередит започва кариерата си в шоубизнеса като комедийна актриса във водевили. Най-често пее или изпълнява монолози, акомпанирайки си на пиано – форма, която нарича „пианолог“.
Кариерата си на големия екран Мередит започва като статистка в Биограф Студиос на Дейвид Урок Грифит в Ню Йорк.
През 1911 г. Мередит се запознава с Уилфред Лукас, който я насърчава да се занимава сериозно с актьорство. Същата година Мередит се мести в Лос Анджелис, а през 1912 г. двамата с Лукас работят заедно по филма „Сърцето на моряка“ - първата от много артистични колаборации.
Мередит работи като актриса в продължение на пет години, като допълва доходите си с писане на сценарии. Макар повечето ѝ роли да са като статист, най-популярната ѝ роля е на главната героиня в сериала „Бес детективката“ (1914 г.).
През 1918 г. Мередит и Лукас пътуват до Австралия, за да работят с австралийския спортист Сноуи Бейкър. Те заснемат три филма заедно, „Човекът от Кенгуру“ (1920 г.), „Жакерото от Кулабонг“ (1920 г.) и „Сянката на светкавицата“ (1921 г.), в първите два от които Мередит е сърежисьор. Тя е вероятно първият професионален сценарист, който работи в Австралия.
Двамата с Лукас се женят и имат едно дете заедно, телевизионния сценарист Джон Мередит Лукас. Развеждат се през 1927 г., след завръщането ѝ от снимачната площадка на „Бен Хур“ (1925 г.).
Мередит и режисьорът Майкъл Къртис се срещат скоро след пристигането му в САЩ, докато и двамата работят в студиото на Уорнър Брадърс. Женят се през 1929 г. и безуспешно се опитват да започнат производствено звено в студиото на Метро-Голдуин-Майер през 1946 г.
Макар и често да не е цитирана като съавтор, Мередит допринася за няколко от проектите на Къртис. Известно е, че докато работи по най-успешния си филм „Казабланка“ (1942 г.) Къртис звъни на Мередит за мнение по няколко пъти на ден.
Мередит и Къртис се разделят два пъти; веднъж през 1941 г. и отново през 1960 г. Въпреки това остават в контакт след втората си раздяла, а Къртис дори включва Мередит в завещанието си след смъртта си през 1962 г.
През цялото си време в студиата на MGM Мередит работи главно под ръководството на Ървинг Талберг. След смъртта му през 1936 г. новите ръководители на MGM прекратяват договора на Мередит. Вместо да кандидатства отново за позицията на „младши сценарист“, както ѝ предлага новото ръководство, Мередит решава да се оттегли от професионалното писане на сценарии. Макар да обявява публично песнионирането си, тя е цитирана като сценарист в три филма, излезли след това съобщение: „Знакът на Зоро“ (1940 г.), „Тази нощ в Рио“ (1941 г.) и „Неочакваните“ (1947 г.).
Мередит умира на 13 юли 1969 г., на 79-годишна възраст.

## Избрана филмография

### Като сценарист
- „Сърцето на моряка“ (1913 г.)
- „Благодарността на Уонда“ (1913 г.)
- „Забранената стая“ (1914 г.)
- „Челюстите на смъртта“ (1914 г.)
- „Мистерията на Уикъм Хол“ (1914 г.)
- „Купидон инкогнито“ (1914 г.)
- „По-силно от смъртта“ (1915 г.)
- „Сватбеният гост“ (1916 г.)
- „Примамката“ (1916 г.)
- „Нает и уволнен“ (1916 г.)
- „Омагьосан“ (1916 г.)
- „Момичето от никъде“ (1919 г.)
- „Човекът от Кенгуру“ (1920 г.)
- „Жакерото от Кулабонг“ (1920 г.)
- „Сянката на светкавицата“ (1921 г.)
- „Жените на моряците“ (1928 г.)
- „Жълта лилия“ (1928 г.)
- „Фантомът от Париж“ (1931 г.)
- „Делата на Челини“ (1934 г.)
- „Могъщият Барнъм“ (1934 г.)
- „Чарли Чан в операта“ (1936 г.)
- „Под два флага“ (1936 г.)
- „Знакът на Зоро“ (1940 г.)
- „Тази нощ в Рио“ (1941 г.)
- „Неочакваните“ (1947 г.)

### Като актриса
- „Разделен дом“ (1913 г.)
- „Златото не е всичко“ (1913 г.)
- „Бес детективката“ (1914 г.)
- „Испанският изумруд“ (1915 г.)
- „Открадната слава“ (1914 г.)
- „Майчински инстинкт“ (1915 г.)